# Oscar Henschel

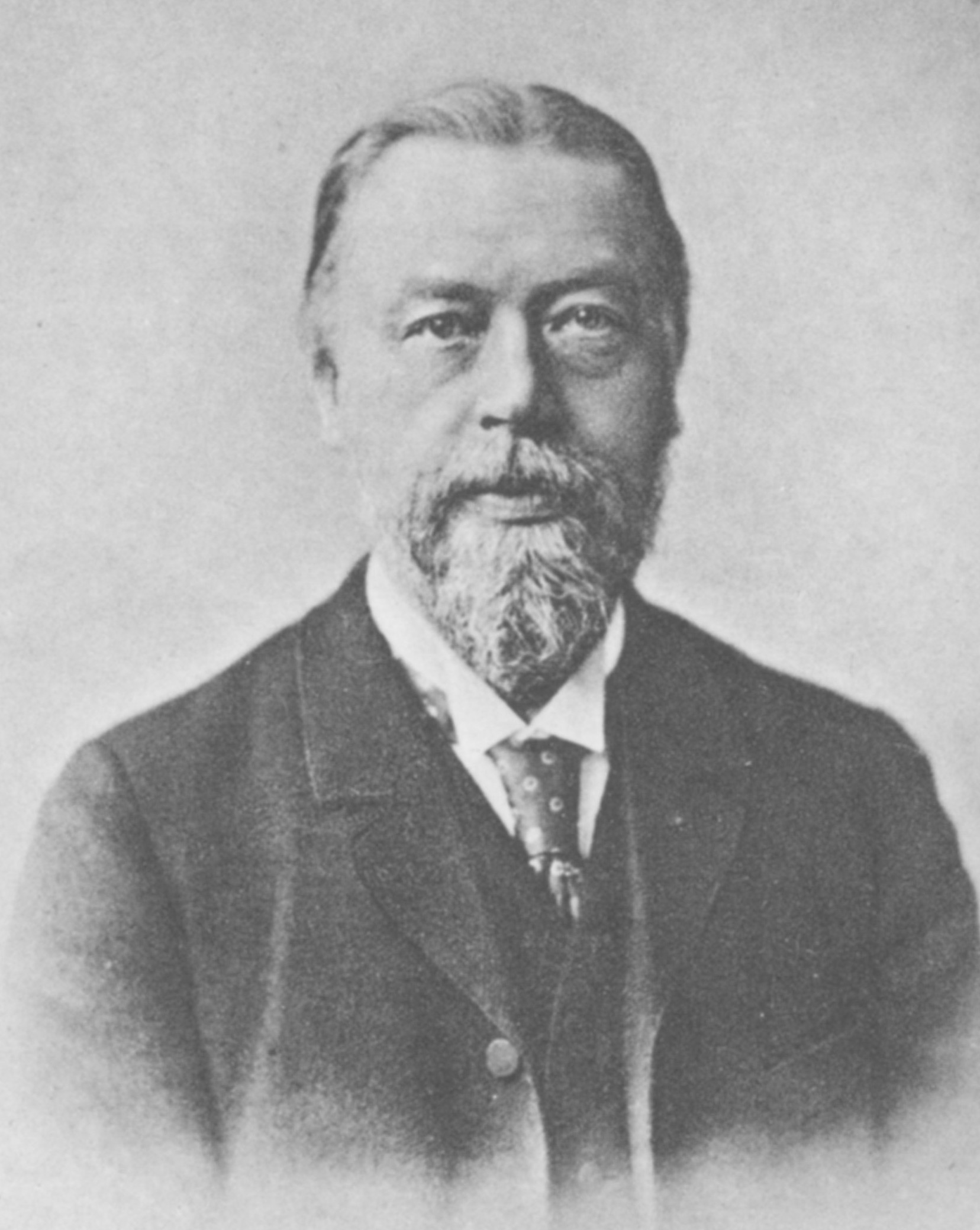
Oscar Henschel

Carl Anton Oscar Henschel (* 19. Juni 1837 in Kassel; † 18. November 1894 ebenda) war ein deutscher Unternehmer. Er war Inhaber der Maschinenfabrik Henschel & Sohn in Kassel, Vorsitzender der Handelskammer zu Kassel und Abgeordneter. 

## Unternehmer
Oscar Henschel war ein Sohn von Georg Alexander Carl Henschel (1810–1860) und ein Enkel des Unternehmensgründers Carl Anton Henschel. Er besuchte 1844 bis 1852 die Oberrealschule in Kassel. Anschließend machte er eine Maschinenbaulehre im Familienunternehmen und studierte von 1855 bis 1857 an der Polytechnischen Schule Karlsruhe, u. a. bei Ferdinand Redtenbacher, dem Begründer des wissenschaftlichen Maschinenbaus. Nach dem Studium trat er als kaufmännischer Leiter in das väterliche Unternehmen ein und wurde 1859 mit seiner Volljährigkeit Teilhaber. Nach dem frühen Tod seines Vaters 1860 übernahm Oscar Henschel 23-jährig die Leitung der Firma.
Das Unternehmen erlebte unter der Leitung von Oscar Henschel einen starken Aufschwung. Er konzentrierte sich auf die Produktion von Lokomotiven. Während am 4. Oktober 1860 die 50. ausgelieferte Lokomotive der Unternehmensgeschichte gefeiert wurde, waren 1894 bei Oscar Henschels Tod bereits über 4000 Lokomotiven produziert worden. Auch stieg die Mitarbeiterzahl, die 1865 die 500er Grenze überstiegen hatte 1894 auf 1.600. Auch die Gründerkrise wurde – wenn auch mit Umsatzverlusten und Entlassungen – überstanden.
Nach seinem Tod leitete seine Witwe Sophie Henschel das Unternehmen bis zur Volljährigkeit des gemeinsamen Sohnes Karl Henschel (* 3. Oktober 1873 in Kassel; † 11. Dezember 1924 ebendort). Ab 1. Juli 1900 war Karl neben seiner Mutter Teilhaber sowie alleiniger Unternehmensleiter.

## Soziales Engagement
Oscar Henschel und seine Frau Sophie, die er am 22. Juni 1862 in Kassel geheiratet hatte, waren Gründer einer Reihe von sozialen Einrichtungen für die Arbeiter des Unternehmens. Bereits 1854 war von seinem Großvater eine Betriebskrankenkasse gegründet worden. 1866 wurde eine Invaliden- und Witwenkasse für Arbeiter gegründet, 1870 die Betriebsfeuerwehr. Ab 1872 wurden vom Unternehmen Arbeiterwohnhäuser errichtet und für geringe Miete an die Arbeiter vermietet. 1873 trat das Unternehmen der Unfallversicherung bei. Anlässlich der Silbernen Hochzeit stiftete das Ehepaar Henschel 1887 den Henschel-Fonds zur Unterstützung activer Arbeiter.
Nach dem Tode Oskar Henschels setzte seine Witwe das soziale Engagement fort. Betriebskindergärten, freie ärztliche Behandlung der Betriebsangehörigen und Familienmitglieder, eine Pensionskasse und eine Fortbildungsschule für Lehrlinge wurden in den nächsten zehn Jahren von ihr ins Leben gerufen.

## Abgeordneter
Oskar Henschel war seit 1878 Mitglied des kurhessischen Kommunallandtags und des Provinziallandtags der Provinz Hessen-Nassau. 1894 wurde er in das Preußische Herrenhaus berufen, starb jedoch, bevor er das Mandat antreten konnte. Seit 1883 war er Mitglied im Volkswirtschaftsrat.

## Verbandsfunktionär
Seit der Gründung der Handelskammer zu Kassel 1871 war Oskar Henschel Mitglied, von 1874 bis 1881 sowie erneut von 1887 bis 1891 war er Vorsitzender, von 1882 bis 1887 war er zweiter Vorsitzender. Er gehörte 1876 als Gründungsmitglied zum Centralverband deutscher Industrieller. Daneben war er Mitglied im Vorstand der Berufsgenossenschaft, dem Bürgerausschuß und der Ständigen Commission für das technische Unterrichtswesen. Weiterhin war er Mitglied zahlreicher gemeinnütziger und wissenschaftlicher Vereine.

## Ehrungen
Bereits mit 31 Jahren wurde Oscar Henschel mit dem Ehrentitel Kommerzienrat ausgezeichnet, 1875 wurde er Geheimer Kommerzienrat. Außerdem erhielt er verschiedene Orden.

## Kinder
Der Ehe mit Sophie entstammten drei Töchter und ein Sohn:
- Erna (1863–1921), verheiratet mit Ernst von Kieckebusch (1845–1913), preußischer Oberst
- Luise (1865–1951),  verheiratet mit Alexander von Keudell (1861–1939), Landrat in Eschwege, Präsident der Landwirtschaftskammer Hessen
- Elisabeth, verheiratet mit Paul von Schelling
- Karl (1873–1924), Unternehmer, verheiratet mit Hildegard Marie Julie von Scheffer